# Пудель (мультфильм)
«Пудель» — советский кукольный мультфильм 1985 года, который создала режиссёр Нина Шорина на студии «Союзмультфильм» по стихотворению С. Я. Маршака.

## Сюжет
Мультфильм поставлен по одноимённому стихотворению Самуила Яковлевича Маршака, которое читают голоса за кадром.

Жила на свете старушка, которая любила пить кофе и вязать из шерсти. У неё был породистый пёс — пудель, который любил озоровать. Пудель доставлял много хлопот, но без него было очень скучно.

## Съёмочная группа
- Автор сценария — Марк Кушниров
- Кинорежиссёр — Нина Шорина
- Художник-постановщик — Ю. Евхаров
- Композитор — Василий Немирович-Данченко
- Кинооператор — Юрий Каменецкий
- Звукооператор — Борис Фильчиков
- Художники-мультипликаторы: Вячеслав Шилобреев, Сергей Олифиренко, Михаил Письман
- Текст читают: Василий Немирович-Данченко, Саша Дрожжин, Алексей Птицын
- Куклы и декорации изготовили: Владимир Алисов, Наталия Барковская, Валентин Ладыгин, Виктор Гришин, Валерий Петров, Светлана Знаменская, Владимир Маслов, Михаил Колтунов, Марина Чеснокова, Нина Молева, Анна Ветюкова, Николай Закляков
- Монтажёр — Галина Филатова
- Редактор — Андрей Вяткин
- В фильме использована фортепианная пьеса Дмитрия Шостаковича «Шарманка»
- Директор съёмочной группы — Григорий Хмара

## Отзыв критика
Нельзя сказать, что «Пудель», появившийся в 1985 году и принесший автору первые отечественные и международные призы, возник на пустом месте. Ему предшествовала интенсивная работа по высвобождению формы из-под гнёта традиционных жанров и тематики «обычной мультипликации», которую, по её собственному признанию, Нина Шорина не любит.
— Кирилл Разлогов «Наши мультфильмы»